# C. M. Stephen

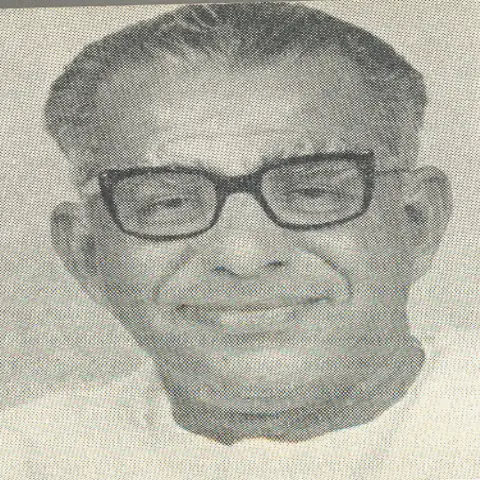
C. M. Stephen

Chembakassery Mathai Stephen (Malayalam ചെമ്പകശ്ശേരി മത്തായി സ്റ്റീഫൻ; * 23. Dezember 1918 in Mavelikkara, Fürstenstaat Travancore, Britisch-Indien; † 16. Januar 1984 in Mavelikkara, Kerala) war ein indischer Politiker des Indischen Nationalkongresses INC, der unter anderem mehrmals Mitglied der Lok Sabha, des Unterhauses des indischen Parlaments, sowie im Kabinett Indira Gandhi III von 1980 bis 1982 Kommunikationsminister sowie zwischen 1982 und 1983 Minister für Transport und Schifffahrt war.

## Leben
Chembakassery Mathai Stephen, Sohn von Shri E. Mathai, absolvierte nach dem Besuch der Bishop Hodges English High School in Mavelikkara und des Christian College in Alwaye ein grundständiges Studium sowie ein Studium der Rechtswissenschaften am Government College in Trivandrum, am St. Thomas College in Trichur sowie am Law College in Trivandrum und schloss diese mit einem Bachelor of Arts (B.A.) sowie einem Bachelor of Laws (LL.B.) ab. Er war Generalsekretär der Travancore Students Federation und wurde dreimal verhaftet und zu einer Gefängnisstrafe verurteilt, weil er einen Studentenstreik als Teil der Volksbewegung des Staates für eine verantwortungsvolle Regierung im ehemaligen Fürstenstaat Travancore organisiert hatte. Nach Abschluss seines Studiums war er als Rechtsanwalt sowie Gewerkschaftsfunktionär tätig sowie zudem Eigentümer und leitender Herausgeber von „Powra Prabha“, eine in Malayalam erscheinende Tageszeitung, die verboten wurde, weil sie sich dem Versuch des Maharadschas widersetzte, Travancore zu einem unabhängigen Staat zu erklären.
Nach der Unabhängigkeit Indiens vom Vereinigten Königreich am 15. August 1947 wurde C. M. Stephen 1951 Mitglied des Indischen Nationalkongresses (INC) und war in den folgenden Jahren Präsident des INC-Komitees im Distrikt Quilon, Generalsekretär und Schatzmeister des INC-Komitees von Kerala Pradesh (Kerala Pradesh Congress Committee) und gehörte seit 1952 auch dem All India Congress Committee (AICC), dem Parteivorstand des Indischen Nationalkongresses, als Mitglied an. Daneben war er langjähriger Präsident mehrerer Gewerkschaften, Präsident des Gerkschaftsdachverbandes Indian National Trade Union Congress (INTUC) im Bundesstaat Kerala sowie Schatzmeister des INTUC-Nationalvorstand. 1960 wurde er Mitglied der Kerala Legislative Assembly, des Parlaments des Bundesstaates Kerala, und vertrat in dieser bis 1965 den Wahlkreis „Thrikadavoor“. Zeitweise arbeitete er als stellvertretender Herausgeber der Wochenzeitung „Financial News“ und der Tageszeitung „Hyderabad Bulletin“.
Bei der Parlamentswahl in Indien vom 1. bis 10. März 1971 wurde Stephen, der zeitweise leitender Herausgeber der Wochenzeitung „Socialist Labour“ war, für den INC im Wahlkreis „Kerala–Muvattupuzha“ erstmals zum Mitglied der Lok Sabha gewählt, des Unterhauses des indischen Parlaments (Bhāratīya Sansad), und gehörte dieser nach seinen Wiederwahl bei der Parlamentswahl vom 16. bis 20. März 1977 im Wahlkreis „Kerala–Idukki“ sowie bei der Parlamentswahl am 3. und 6. Januar 1980 im Wahlkreis „Karnataka–Gulbarga“ bis zu seinem Tode am 16. Januar 1984 an. In der fünften Legislaturperiode (1971 bis 1977) war er stellvertretender Vorsitzender der INC-Fraktion und Mitglied des Haushaltsausschusses sowie in der sechsten Legislaturperiode (1977 bis 1980) zwischen 1977 und 1978 Vorsitzender des Rechnungsprüfungsausschusses sowie zeitweilig auch Vorsitzender des Ausschusses für untergeordnete Gesetzgebung. Nach der Wahlniederlage des INC 1977 gewannen die innerparteilichen Gegner der bisherigen Premierministerin Indira Gandhi Oberwasser und betrieben ihren Parteiausschluss. Daraufhin kam es 1978 erneut zur Spaltung der Partei in einen Indira-Flügel, den Indian National Congress (Indira) („Congress (I)“) und einen Flügel unter dem Chief Minister von Karnataka D. Devaraj Urs, dem Indian National Congress (Urs) („Congress (U)“). Er wurde daraufhin Vorsitzender des INC(I) und fungierte als Nachfolger von Yeshwantrao Balwantrao Chavan vom 12. April 1978 bis zu seiner eigenen Ablösung durch Yeshwantrao Balwantrao Chavan am 9. Juli 1979 als Oppositionsführer in der Lok Sabha.
Am 3. März 1980 wurde C. M. Stephen als Nachfolger von Bhishma Narain Singh zum Unionsminister für Kommunikation in das Kabinett Indira Gandhi III berufen und bekleidete dieses Ministeramt bis zu seiner Ablösung durch Anant Prasad Sharma am 2. September 1982. Er selbst übernahm im Rahmen dieser Kabinettsumbildung am 2. September 1982 von Veerendra Patil den Posten des Unionsministers für Transport und Schifffahrt und hatte diesen bis zu seiner Ablösung durch Kotla Vijaya Bhaskara Reddy am 29. Januar 1983 inne. In dieser Funktion war er kraft Amtes auch Vorsitzender des National Shipping Board, ein 1947 gegründetes Beratungsgremium für Fragen der Schifffahrt, der Schifffahrtsinfrastruktur und Häfen.
Aus seiner 1947 geschlossenen Ehe mit Thankamma Stephen gingen zwei Söhne und drei Töchter hervor.